# جون إيمس ميتشيل
جون إيمس ميتشيل (بالإنجليزية: John Ames Mitchell)‏ (1844 - 29 يونيو 1918 في الولايات المتحدة)؛ رسام وروائي أمريكي. درس في جامعة هارفارد.

## روابط خارجية
- جون إيمس ميتشيل على موقع IMDb (الإنجليزية)